# John Archibald Wheeler
9
John Archibald Wheeler (9. juli 1911 – 13. april 2008) var en amerikansk teoretisk fysiker. Han var hovedansvarlig for at genoplive interessen for generel relativitet i USA efter anden verdenskrig. Wheeler arbejdede med Niels Bohr om at forklare de grundlæggende principper bag nuklear fission. Sammen med Gregory Breit udviklede Wheeler begrebet Breit-Wheeler-processen. Han er bedst kendt for at forbinde udtrykket "sort hul" til objekter med tyngdekraftskollaps, som allerede var forudsagt tidligt i det 20. århundrede, og for at navngive udtrykkene "kvanteskum", "neutronmoderator", "ormehul" og "it from bit" og for hypotesen om " én elektron-universet".
Wheeler fik en doktorgrad på Johns Hopkins University med Karl Herzfeld som vejleder og studerede under Breit og Bohr. I 1939 skrev han sammen med Bohr en serie artikler hvor de med Bohrs dråbemodel forklarede mekanismen ved fission. Under anden verdenskrig arbejdede han i Manhattan Projects Metallurgical Laboratory i Chicago, hvor han hjalp med at designe kernereaktorer, og derefter på Hanford Site i Richland, Washington hvor han hjalp DuPont med at bygge dem. Han tog tilbage til Princeton efter krigen, men vendte tilbage til regeringstjeneste for at hjælpe med at designe og bygge brintbomben i begyndelsen af 1950'erne.
Gennem det meste af sin karriere var Wheeler professor ved Princeton University, hvor han var ansat fra 1938 til han gik på pension i 1976. På Princeton var han vejleder for 46 ph.d.-studerende, mere end nogen anden professor i Princetons fysikafdeling.

## Tidlig liv og uddannelse
Wheeler blev født i Jacksonville, Florida 9. juli 1911. Hans forældre var bibliotekarerne Joseph Lewis Wheeler og Mabel Archibald (Archie) Wheeler. Han var den ældste af fire børn og havde to lillebrødre, Joseph og Robert og en lillesøster, Mary. Joseph fik en Ph.D. fra Brown University og en Master of Library Science-titel fra Columbia University. Robert fik en ph.D. i geologi fra Harvard University og arbejdede som geolog for olieselskaber og på universiteter. Mary studerede biblioteksvidenskab ved University of Denver og blev bibliotekar. De voksede op i Youngstown, Ohio, men tilbragte et år i 1921 til 1922 på en gård i Benson,Vermont hvor Wheeler gik et-rums-skole. Efter at de vendte tilbage til Youngstown gik han på Rayen High School.
Efter han blev student fra Baltimore City College high school i 1926, kom Wheeler ind på Johns Hopkins University med et stipendium fra delstaten Maryland. Han offentliggjorde sit første videnskabelige artikel i 1930 som en del af et sommerjob på National Bureau of Standards. Han fik sin doktorgrad i 1933. Hans doktorafhandling, lavet med Karl Herzfeld som vejleder, var "Teori om dispergering og absorption af helium". Han deltog i et program under National Research Council som gjorde muligt for ham at studere under Gregory Breit ved New York University i 1933 og 1934, og derefter på Københavns Universitet under Niels Bohr i 1934 og 1935. I en artikel fra 1934 introducerede Breit og Wheeler Breit-Wheeler-processen, en mekanisme hvorved fotoner potentielt kan omdannes til stof i form af elektron-positronpar.

## Tidlig karriere
Wheeler blev lektor ved University of North Carolina at Chapel Hill i 1937, men han ønskede at kunne arbejde tættere sammen med eksperterne i partikelfysik. Han afslog i 1938 et tilbud om at blive ssociate professor på Johns Hopkins University til fordel for et lektorat (assistant professorship) på Princeton University . Selvom det var en mindre position, følte han at Princeton der var ved at opbygge sin fysikafdeling, var et bedre karrierevalg. Han var medlem af fakultetet indtil 1976.
I artiklen "On the Mathematical Description of Light Nuclei by the Method of Resonating Group Structure" fra 1937 introducerede Wheeler S-matrixen, hvor "S" står for "scattering" (spredning) som er et matematisk redskab som bruges i kvantefysik at beskrive spredningsforsøg mellem partikler. Werner Heisenberg udviklede efterfølgende idéen om S-matrixen i 1940'erne. På grund af problematiske divergenser i kvantefeltteori på det tidspunkt var Heisenberg motiveret til at isolere de væsentlige træk ved teorien som ikke ville blive påvirket af fremtidige ændringer, når teorien udviklede sig. Dette førte ham til at introducere en enheds "karakteristisk" S-matrix, som blev et vigtigt værktøj i partikelfysik.
Wheeler udviklede ikke S-matrixen videre, men undersøgte sammen med Edward Teller Bohrs dråbemodel for atomkernen. De præsenterede deres resultater på et møde i American Physical Society i New York i 1938. Wheelers Chapel Hill-kandidatstuderende Katharine Way præsenterede også en artikel, som hun fulgte op i en efterfølgende artikel, der beskriver hvordan dråbemodellen var ustabil under visse betingelser. På grund af en begrænsning i dråbemodellen overså de alle muligheden for at forudsige atomfission. Nyheden om Lise Meitner og Otto Frischs opdagelse af fission blev bragt til Amerika af Bohr i 1939. Bohr fortalte den til Leon Rosenfeld, der informerede Wheeler.
Bohr og Wheeler begyndte at arbejde med at anvende dråbemodellen til at forklare mekanismen ved nuklear fission. Da de eksperimentelle fysikere studerede fission, afdækkede de forbløffende resultater. George Placzek spurgte Bohr, hvorfor uran syntes at fissionere med både meget hurtige og meget langsomme neutroner. På vej til et møde med Wheeler fik Bohr et indsigt om at fissionen ved lave energier skyldtes Uran-235-isotopen, mens den ved høje energier hovedsageligt skyldtes den langt hyppigere uran-238-isotop. De skrev sammen to artikler om fission. Den første artikel blev bragt i Physical Review 1. september 1939, samme dag som Tyskland invaderede Polen og startede anden verdenskrig i Europa.
Ved at forestille sig at positroner var elektroner der rejste baglæns i tiden, kom han i 1940 frem til sit ét-elektron-univers-postulat: at der faktisk var kun én elektron der hoppede frem og tilbage i tiden. Hans kandidatstuderende Richard Feynman fandt det svært at tro, men ideen om at positroner var elektroner der rejste baglæns i tiden, fascinerede ham, og Feynman indarbejdede begrebet omvendelighed af tiden i sine Feynman-diagrammer.

## Atomvåben

### Manhattan Project
Kort efter den japanske bombning af Pearl Harbor bragte USA ind i anden verdenskrig, accepterede Wheeler en anmodning fra Arthur Compton om at deltage i Manhattan Projects Metallurgical Laboratory ved University of Chicago. Han flyttede dertil i januar 1942 og tilsluttede sig Eugene Wigners gruppe, som studerede atomreaktor-design. Han skrev sammen med Robert F. Christy en artikel om "Chain Reaction of Pure Fissionable Materials in Solution", hvilket var vigtigt ved oprensning af plutonium. Artiklen var klassificeret indtil december 1955. Han opfandt navnet neutron-moderator til erstatning for begrebet "slower downer" som var brugt af Enrico Fermi.
Efter at United States Army Corps of Engineers overtog Manhattan Project, gav de ansvaret for det detaljerede design og konstruktion af reaktorerne til DuPont. Wheeler blev en del af DuPonts designpersonale. Han arbejdede tæt sammen med deres ingeniører og rejste frem og tilbage mellem Chicago og Wilmington, Delaware hvor DuPont havde sit hovedkvarter. Han flyttede sin familie til Wilmington i marts 1943. DuPonts opgave var ikke kun at bygge atomreaktorer, men et helt plutoniumproduktionskompleks på Hanford Site i Washington. Da arbejdet gik fremad, flyttede Wheeler igen sin familie i juli 1944, denne gang til Richland, Washington hvor han arbejdede i de videnskabelige bygninger der er kendt som 300-området.
Selv før Hanford Site startede Reaktor B, den første af dets tre reaktorer, 15. september 1944, havde Wheeler været bekymret over at nogle fissionsprodukter kunne vise sig at være neutrongifte som ved ophobning ville hæmme den igangværende nukleare kædereaktion ved at absorbere mange af de termiske neutroner der er nødvendige for at fortsætte kædereaktionen. I en rapport fra april 1942 forudså han at dette kun ville reducere reaktiviteten med mindre end en procent hvis intet fissionsprodukt havde et neutronindfangnings-tværsnit på mere end 100.000 barn. Efter reaktoren uventet lukkede ned og derefter lige så uventet genstartede omkring femten timer senere, mistænkte han jod-135 med en halveringstid på 6,6 timer og dets datterprodukt, xenon-135 som har en halveringstid på 9,2 timer. Xenon-135 viste sig at have et neutronindfangningstværsnit godt på over 2 millioner barn. Problemet blev udbedret ved at tilføje yderligere brændstofstænger til at udbrænde giften.
Wheeler havde en personlig grund til at arbejde på Manhattan Project. Hans bror Joe der kæmpede i Italien, sendte ham et postkort med en simpel besked: "Skynd dig". Det var allerede for sent: Joe blev dræbt i oktober 1944. "Her var vi", skrev Wheeler senere, "så tæt på at skabe et atomvåben til at afslutte krigen. Jeg kunne ikke stoppe med at tænke dengang, og har har ikke stoppet med at tænke det siden, at krigen kunne have været overstået i oktober 1944." Joe efterlod en enke og babydatter, Mary Jo, som senere giftede sig med fysikeren James Hartle.

### Brintbomben
I august 1945 vendte Wheeler og hans familie tilbage til Princeton hvor han genoptog sin akademiske karriere. Sammen med Feynman undersøgte han muligheden for fysik med partikler, men ikke felter. Han udførte teoretiske studier af myonen sammen med Jayme Tiomno hvilket resulterede i en serie artikler om emnet heriblandt en artikel fra 1949 hvor Tiomno og Wheeler introducerede "Tiomno-trekanten" der sammenkædede forskellige former for radioaktivt henfald. Han foreslog også brugen af myoner som en nuklear probe. Artiklen som blev skrevet og privat cirkuleret i 1949, men ikke offentliggjort indtil 1953 resulterede i en række målinger af Chang-strålingen udsendt af myoner. Myoner er en bestanddel i kosmiske stråler, og Wheeler blev grundlægger og første direktør for Princetons Cosmic Rays Laboratory der modtog et betragteligt tilskud på $ 375.000 fra Office of Naval Research i 1948. Han modtog et Guggenheim Fellowship i 1946, som tillod ham at tilbringe det akademiske år 1949-50 i Paris.
Sovjetunionens prøvesprængning af RDS-1 i 1949 fik USA til at sætte alt ind på at udvikle den kraftigere brintbombe som svar. Udviklingsarbejdet blev ledet af Teller, og Henry D. Smyth, Wheelers afdelingsleder på Princeton, bad ham om at deltage. De fleste fysikere i USA på det tidspunkt var ligesom Wheeler ved at genetablere deres karrierer der var blevet afbrudt af krigen, og var tilbageholdende med flere afbrydelser. Andre havde moralske indvendinger. Blandt dem der indvilligede i at deltage var Emil Konopinski, Marshall Rosenbluth, Lothar Nordheim og Charles Critchfield, men der var også nu flere erfarne våbenfysikere på Los Alamos Laboratory som blev ledet af Norris Bradbury. Wheeler indvilligede i at tage til Los Alamos efter en samtale med Bohr. To af hans kandidatstuderende fra Princeton, Ken Ford og John Toll, sluttede sig også til ham der.
I Los Alamos flyttede Wheeler og hans familie ind på den forhenværende Los Alamos Ranch School, kaldet "Bathtub Row", i et hus hvor Robert Oppenheimer og hans familie havde boet under krigen. I 1950 var der ingen brugbart design for en brintbombe. Beregninger lavet af Stan Ulam og andre viste at Tellers "Classic Super" ikke ville fungere. Teller og Wheeler skabte et nyt design som blev kaldt "Alarm Clock", men det var ikke et rigtigt termonukleært våben. Først i januar 1951 kom Ulam med et brugbart design.
I 1951 fik Wheeler tilladelse fra Bradbury til at oprette en afdeling af Los Alamos laboratory i Princeton som blev kendt som Project Matterhorn. Der var to dele: Matterhorn S (for "stellarator", endnu et navn som blev opfundet af Wheeler) som under Lyman Spitzer undersøgte brug af kernefusion til at lave elektricitet og Matterhorn B (for bombe) som under Wheeler forskede i atomvåben. De ledende forskere forblev uinteresserede og afvisende overfor projektet, så Wheeler bemandede det med unge kandidater og postdoc-studerende. I januar 1953 var han involveret i en sikkerhedsbrud, da han mistede en højt klassificeret beskrivelse af lithium-6 og brintbombedesign på en rejse med nattog. Det resulterede i at Wheeler fik en officiel reprimande. Matterhorn B's indsats førte til succes med prøvesprængningen Ivy Mike ved Enewetak Atoll i Stillehavet 1. november 1953 som Wheeler overværede. Sprængkraften af Ivy Mike-bomben med tilnavet "Sausage" (pølse) blev udregnet til 10,4 megatons TNT (44 PJ), ca. 30 procent højere end Matterhorn B havde estimeret. Matterhorn B blev nedlagt, men Matterhorn S fortsatte som Princeton Plasma Physics Laboratory.

## Senere akademisk karriere
Efter at have afsluttet sit arbejde i Matterhorn Project, genoptog Wheeler sin akademiske karriere. I en artikel fra 1955 undersøgte han teoretisk geonen, en elektromagnetisk- eller gravitationsbølge der holdes sammen i et afgrænset område ved tiltrækningen af sit eget felt. Han konstruerede navnet som en sammentrækning af "gravitationselektromagnetisk enhed." Han fandt ud af, at den mindste geon var en toroid på solens størrelse, men millioner gange tungere.

### Geometrodynamik
I 1950'erne udviklede Wheeler geometrodynamik, et program med fysisk og ontologisk reduktion af ethvert fysisk fænomen, såsom tyngdekraft og elektromagnetisme, til de geometriske egenskaber af en buet rumtid. Hans forskning i emnet blev offentliggjort i 1957 og 1961. Wheeler forestillede sig universets stof som et kaotisk subatomisk rige af kvantefluktationer som han kaldte "kvanteskum".

### Generel relativitetsteori
Generel relativitetsteori var blevet betragtet som et mindre respektabelt felt i fysik, idet det ikke kunne undersøges eksperimentalt. Wheeler var et nøglefigur i genoplivningen af emnet. Han var styrende på Princeton University, mens Dennis William Sciama og Jakov Borisovitj Seldovitj udviklede emnet på henholdsvis University of Cambridge og Moskvas statsuniversitet. Wheeler og hans elever lavede betydelige bidrag til emnet under den generelle relativitetsteoris gyldne tidsalder.
Mens han arbejdede på matematiske udlægninger af Einsteins generelle relativitet i 1957, introducerede Wheeler begrebet og ordet ormehul til at beskrive hypotetiske "tunneler" i rumtiden. Bohr spurgte om de var stabile, og yderligere forskning af Wheeler fastslog at det er de ikke. Hans arbejde med generel relativitet omfattede teorien om gravitationskollaps. Han brugte udtrykket sort hul i 1967 ved en forelæsning han gav på NASAs Goddard Institute of Space Studies (GISS).
Wheeler var også en pioner inden for kvantegravitation på grund af hans udvikling, sammen med Bryce DeWitt, af Wheeler-DeWitt-ligningen i 1967. Stephen Hawking beskrev senere Wheeler og DeWitts arbejde som ligningen som styrer "universets bølgefunktion".

### Kvanteinformation
Wheeler forlod Princeton University i 1976 i en alder af 65 år. Han blev udnævnt til direktør for Center for Teoretisk Fysik ved University of Texas i Austin i 1976 og forblev i den stilling indtil han gik på pension i 1986 og blev professor emeritus. Misner, Thorne og Wojciech Zurek, alle tidligere elever af Wheeler, skrev at:
 Når man ser tilbage på Wheelers 10 år i Texas, ser mange kvanteinformationsforskere ham, sammen med IBM's Rolf Landauer, som en bedstefar for deres felt. Det er imidlertid ikke fordi Wheeler producerede vigtige artikler om kvanteinformation. Det gjorde han ikke – med en undtagelse, hans forsinket valg-eksperiment. Hans rolle var snarere at inspirere ved at stille dybe spørgsmål fra et radikalt konservativt synspunkt og gennem sine spørgsmål at stimulere andres forskning og opdagelser.

Wheelers forsinket valg-eksperiment er faktisk flere tankeeksperimenter i kvantefysik som han foreslog, med de mest fremtrædende i 1978 og 1984. Disse eksperimenter er forsøg på at bestemme, om lyset på en eller anden måde "sanser" det forsøgudstyr som det passerer i dobbeltspalte-eksperimentet, og tilpasser dets opførsel til at antage den bestemte tilstand, eller om lyset forbliver i en ubestemt tilstand, hverken bølge eller partikel, og svarer på de stillede "spørgsmål" på enten en bølge-konsistent måde eller en partikel-konsistent måde afhængig af de forsøgsopstillinger som stiller "spørgsmålene". Wheelers kandidatstuderende var bl.a. Katharine Way, Richard Feynman, David Hill, Bei-Lok Hu, Kip Thorne, Jacob Bekenstein, John R. Klauder, William Unruh, Robert M. Wald, Arthur Wightman, Charles Misner, Max Tegmark og Hugh Everett. Wheeler prioriterede undervisning højt og fortsatte med at undervise første- og andetårsstuderende i fysik, idet han sagde at de unge sind var de vigtigste. Sammen med Kent Harrison, Kip Thorne og Masami Wakano skrev Wheeler Gravitation Theory og Gravitational Collapse (1965). Det førte til den omfattende lærebog i general relativitet Gravitation (1973) skrevet sammen med Misner og Thorne. Dens fremkomst i tiden for den generelle relativitets guldalder og dens omfattende dækning af emnet gjorde den til en indflydelsesrig lærebog for en generation af fysikere. Wheeler samarbejdede med Edwin F. Taylor om at skrive Spacetime Physics (1966) og Scouting Black Holes (1996). På Princeton var han vejleder for 46 ph.d.-studerende, flere end nogen anden professor i Princetons fysikafdeling havde.

### Det deltagende antropiske princip
Wheeler tænkte at virkeligheden er skabt af observatører i universet. "Hvordan opstår der noget fra ingenting?", spurgte han om eksistensen af rum og tid. Han skabte også udtrykket "Det detagende antropiske princip" (engelsk: "Participatory Anthropic Principle" (PAP)), en variant af et stærkt antropisk princip.
I 1990 foreslog Wheeler at information er grundlæggende for universets fysik. Ifølge denne "it for bit"-doktrin har alle fysiske ting en informationsteoretisk oprindelse:
 Wheeler: It from bit. Sagt på en anden måde: Enhver it — enhver partikel, ethvert kraftfelt, selv selve rum-tid-kontinuet  — udleder dets funktion, dets mening, dets selve eksistens — selv hvis i nogle sammenhænge indirekte — fra de udstyrsbestemte svar på ja-eller-nej-spørgsmål, binære valg, bits. It from bit symboliserer ideen at ethver ting i den fysiske verden i bund og grund — en meget dyb bund i de fleste tilfælde — har en immateriel kilde og forklaring; det som vi kalder virkelighed stammer i den sidste ende fra at stille ja-nej-spørgsmål og registreringen af udstyrsfremkaldte svar, kort sagt at alle fysiske ting har informationsteoretiske oprindelser, og at det er "det detagende antropiske princip".

## Privatliv
Wheeler var gift med Janette Hegner, en lærer og socialarbejder, i 72 år. De blev forlovede på deres tredje date, men blev enige om at vente med at blive gift til han vendte tilbage fra Danmark. De blev gift 10. juni 1935, fem dage efter hans tilbagevenden. Det var svært at få arbejde under den store depression, men Arthur Ruark tilbød Wheeler en stilling som lektor ved University of North Carolina at Chapel Hill med en årsløn på $ 2.300, hvilket var mindre end de $ 2.400 som Janette blev tilbudt for at undervise på Rye Country Day School. De fik tre børn: Letitia, James English og Alison Wheeler.
Wheeler og Hegner var med til at stifte Unitarian Church of Princeton, og hun startede Friends of the Princeton Public Library. I deres senere år fulgte Hegner ham på sabbater i Frankrig, Los Alamos, New Mexico, Holland og Japan. Hegner døde i oktober 2007 i en alder af 99 år.

## Død og eftermæle
Wheeler blev indflydelsesrig ved at være mentor for en generation af fysikere der gjorde bemærkelsesværdige bidrag til kvantemekanik og gravitation i den generelle relativitetsteoris gyldne alder.
Wheeler vandt adskillige priser og hædersbevisninger, heriblandt Enrico Fermi-prisen i 1968, Franklin Medal i 1969, Einstein Prize i 1969, National Medal of Science i 1971, Niels Bohr-medaljen i 1982, Oersted Medal i 1983, J. Robert Oppenheimer Memorial Prize i 1984 og Wolf-prisen i fysik i 1997. Han var medlem af American Philosophical Society, Royal Academy, Accademia Nazionale dei Lincei og Century Association. Han modtog honorære grader fra 18 forskellige institutioner. I 2001 brugte Princeton en gave på $ 3 millioner til at etablere the John Archibald Wheeler/Battelle Professorship in Physics. Efter hans død opkaldte University of Texas John A. Wheeler Lecture Hall efter ham.
Den 13. april 2008 døde Wheeler af lungebetændelse i en alder af 96 år i Hightstown, New Jersey.

## Udvalgte værker
- Wheeler, John Archibald (1962). Geometrodynamics. New York: Academic Press. OCLC 1317194.
- Harrison, B. Kent; Kip S. Thorne; Masami Wakano; John Archibald Wheeler (1965). Gravitation Theory and Gravitational Collapse. Chicago: The University of Chicago Press. LCCN 65017293.
- Misner, Charles W.; Kip S. Thorne; John Archibald Wheeler (september 1973). Gravitation. San Francisco: W. H. Freeman. ISBN 0-7167-0344-0.
- Wheeler, John Archibald (1979). Some Men and Moments in the History of Nuclear Physics: The Interplay of Colleagues and Motivations. Minneapolis: University of Minnesota Press. OCLC 6025422.
- Wheeler, John Archibald (1990). A Journey Into Gravity and Spacetime. -Scientific American Library. New York: W.H. Freeman. ISBN 0-7167-6034-7.
- Taylor, Edwin F.; Wheeler, John Archibald (1992). Spacetime Physics: Introduction to Special Relativity'. New York: W. H. Freeman. ISBN 0-7167-2327-1.
- Wheeler, John Archibald (1994). At Home in the Universe. New York: American Institute of Physics. ISBN 1-56396-500-3.
- Ciufolini, Ignazio; Wheeler, John Archibald (1995). Gravitation and Inertia. Princeton, New Jersey: Princeton University Press. ISBN 0-691-03323-4.
- Wheeler, John Archibald (1998). Geons, Black Holes, and Quantum Foam: A Life in Physics. New York: W.W. Norton & Co. ISBN 0-393-04642-7.
- Taylor, Edwin F.; Wheeler, John Archibald (2000). Exploring Black Holes: Introduction to General Relativity. Addison Wesley. ISBN 0-201-38423-X.